# Fort XIA Twierdzy Warszawa
Fort XIA („Grochów Mały”, „Grochów II”) – punkt oporu wchodzący w skład pierścienia zewnętrznego Twierdzy Warszawa, wybudowany w latach 90. XIX wieku. 

## Opis
Było to nieregularne umocnienie ziemne z dwoma betonowymi schronami (podobnych punktów zbudowano w Warszawie sześć). W ramach likwidacji twierdzy po 1909 roku umocnienie wysadzono. 
Teren gdzie znajdował się fort (okolica obecnej ul. Szaserów, w kwadracie ulic: Garwolińskiej, Szklanych Domów i Wspólnej Drogi), był po wojnie wykorzystywany przez Ludowe Wojsko Polskie. W 1957 roku został przekazany pod budowę Osiedla Młodych. W tym czasie istniejące jeszcze bardzo czytelne ślady fosy zostały zlikwidowane. Jedynymi reliktami fortu są niewielkie pagórki na terenie osiedla.